# Don't (Elvis Presley)
Don't is een single van Elvis Presley uit 1958. Het achtergrondkoor wordt gevormd door The Jordanaires. Het werd geschreven door Jerry Leiber & Mike Stoller en was voor Elvis de elfde nummer 1-hit in de Verenigde Staten.
Het lied kwam in de musical Smokey Joe's cafe voor in een medley met Love me, dat eveneens door  Leiber & Stoller werd geschreven. Verder werd het gebruikt in het fragment in de film Dave (1993) waarin acteur Kevin Kline in de rol van president een hartaanval krijgt, terwijl hij in het Witte Huis de liefde bedrijft met zijn vriendin.

## Hitlijsten
Elvis bereikte de hitlijsten in meerdere landen.
| Hitlijst                 | piekpositie | aantal weken |
| ------------------------ | ----------- | ------------ |
| Billboard Hot 100 (VS)   | 1           | 20           |
| Verenigd Koninkrijk      | 2           | 12           |
| Duitsland                | 21          | 12           |
| 2007:                    |             |              |
| Nationale Hitparade (NL) | 59          | 1            |

## Covers
Het nummer werd meer dan zestigmaal gecoverd, zoals in Nederland door Jack Jersey (1979, single en op het album The King and I), Eddy Ouwens als 'Danny Mirror' (1981) en Andy Tielman (1995, op het album Memories of Elvis). De eerste twee artiesten brachten het nummer uit met de voormalige begeleidingsband van Elvis, The Jordanaires. Ander covers kwamen van onder meer The Hep Stars (1966), Cliff Richard (1967), Sandy Posey (1973), Mina (1974), Link Wray (1979), Marti Webb (19980), Bernadette Peters (1981), Bobby Solo (1986), Don McLean (1989), The Residents (1990), P.J. Proby (1997) en Svenne Hedlund (2010).